# Soloist
Soloist é o oitavo álbum de estúdio do músico japonês Kiyoharu, lançado em 30 de março de 2016 pela Warner Music Japan.

## Anúncio e lançamento
Em junho de 2015, foi anunciado que Kiyoharu lançaria um novo álbum em três anos, no mês de seu aniversário, outubro. Porém, esta data não se cumpriu porque ainda não havia sido decidida uma gravadora, além de outros desvios. Em dezembro, o título Soloist foi anunciado, que seria lançado em duas edições (regular e limitada) e iria conter 13 faixas, 10 já anunciadas anteriormente. Além disso, o videoclipe da primeira faixa, "Nursery", foi lançado no YouTube.
Em 26 de fevereiro de 2016 as pré-vendas digitais do álbum começaram na iTunes Store. Com a encomenda, as canções "Nursery", "Eden" e "Moment" estariam imediatamente disponíveis para download. No dia 24 março, foi lançado um teaser de "Moment" no YouTube, ao mesmo tempo em que foram reveladas todas as faixas.
Soloist foi finalmente lançado em 30 de março de 2016 e não incluiu nenhum single. A edição limitada contém um total de nove videoclipes, recorde na carreira do músico. Foram produzidos pelo diretor de vídeo Toshihiko Imai. A versão limitada também acompanhava ingressos exclusivos para um evento de meet&greet.

## Gravação e produção
Algumas canções já haviam sido criadas há muito tempo. "Kaigansen" foi gravada durante a época do segundo álbum de Kiyoharu, Mellow (2005). "Moment", "Quiet Life" e "Mellow" já haviam sido compostas 5 anos antes e "Utsukushiki Hibi Yo" 3 anos antes do lançamento de Soloist. O álbum foi gravado durante a turnê Tenshi no Uta de 2015, e muitas das canções foram apresentadas durante a turnê. É incomum para Kiyoharu fazer uma turnê logo antes do lançamento de um álbum. Normalmente, são feitas turnês logo depois do lançamento de um álbum para promovê-lo.
O título Soloist sugere que a carreira solo de Kiyoharu é realmente solo, não uma banda. Ele procurava separar sua carreira solo do Kuroyume e do Sads e principalmente, do conceito de um banda, por ser algo que atrai a geração mais jovem. Desta vez, ele almejava que fãs da mesma geração que ele ouvissem a música. Isto também refletiu na musicalidade do álbum, com músicas mais suaves e menos rock. Além disso, ele também escreveu letras menos diretas, que pretendem atingir o público mais velho.
O cantor trabalhou com três arranjadores em Soloist, o guitarrista Kōichi Korenaga, o baixista Yūji Okiyama e o pianista, tecladista Toshiyuki Mori. Eles também contribuiram como músicos de apoio em seus respectivos instrumentos. Mori arranjou a canção "Ruriiro", por exemplo. Kiyoharu gostaria que Katsuma tocasse todas as partes da bateria, porém ele estava ocupado em turnê com o coldrain, além dos arranjadores solicitarem um baterista específico para suas respectivas canções. Kiyoharu afirmou que durante os últimos anos 7 ou 8 anos, ele tem escrito a letra de cerca de cinco músicas ao mesmo tempo: "Abro de 5 até 7 arquivos em meu computador e decido um título e refrão para cada um. Então começo a escrever, mas se eu estiver com dificuldade por um minuto, vou para a próxima, e assim por diante. Assim que percebi, já havia escrito todas." Ele completou que criou este método quando estava com o cronograma cheio, em parte ocupado pela sua marca de roupas.

## Recepção
Alcançou a décima terceira posição nas paradas da Oricon Albums Chart e manteve-se por duas semanas.

## Faixas
Todas as músicas compostas por Kiyoharu.
| N.º            | Título                                  | Duração |  |
| 1.             | "Nursery" (ナザリー)                    | 6:17    |  |
| 2.             | "Yumegokochi Melody" (夢心地メロディー) | 4:46    |  |
| 3.             | "Eden"                                  | 5:00    |  |
| 4.             | "Diary"                                 | 4:31    |  |
| 5.             | "Lola" (ロラ)                           | 4:58    |  |
| 6.             | "Ruriiro" (瑠璃色)                      | 4:07    |  |
| 7.             | "Fugitive"                              | 5:06    |  |
| 8.             | "Mellow"                                | 4:40    |  |
| 9.             | "Moment"                                | 4:13    |  |
| 10.            | "Quiet Life"                            | 5:14    |  |
| 11.            | "Kaigansen" (海岸線)                    | 5:19    |  |
| 12.            | "Mezzopiano" (メゾピアノ)               | 6:00    |  |
| 13.            | "Utsukushiki Hibi Yo" (麗しき日々よ)    | 5:36    |  |
| Duração total: | Duração total:                          | 65:43   |  |

| Faixas bônus da edição limitada (DVD) |                                                    |         |  |
| N.º                                   | Título                                             | Duração |  |
| 1.                                    | "Kaigansen (海岸線)" (Videoclipe)                  |         |  |
| 2.                                    | "Lola (ロラ)" (Videoclipe)                         |         |  |
| 3.                                    | "Eden" (Videoclipe)                                |         |  |
| 4.                                    | "Nursery" (Videoclipe)                             |         |  |
| 5.                                    | "Diary" (Videoclipe)                               |         |  |
| 6.                                    | "Moment" (Videoclipe)                              |         |  |
| 7.                                    | "Yumegokochi Melody (夢心地メロディ)" (Videoclipe) |         |  |
| 8.                                    | "Ruriiro (瑠璃色)" (Videoclipe)                    |         |  |
| 9.                                    | "Mezzopiano (メゾピアノ)" (Videoclipe)             |         |  |

## Ficha técnica
- Kiyoharu - vocais, violão
- Kōichi Korenaga - guitarra, arranjos
- Yūji Okiyama - baixo, arranjos
- Miyo-Ken - arranjos
- Toshiyuki Mori - piano, teclado e sintetizador
- Katusma (coldrain), Takashi Numazawa, Toshiya Matsunaga - bateria